# Ithycythara acutangulus
Ithycythara acutangulus é uma espécie de gastrópode do gênero Ithycythara, pertencente a família Mangeliidae.